# Клименко, Михаил Никитич
Михаил Никитич Клименко (1783—1840, Москва) — генерал-лейтенант русской императорской армии, директор Инженерного департамента, член Военного совета.

## Биография
Родился 11 июля 1783 или 1784 года. Образование получил во 2-м кадетском корпусе, из которого был выпущен 25 декабря 1801 года подпоручиком в Инженерный корпус. Состоял при Киевской и Тираспольской инженерных командах.
В 1800 году командирован в Главную квартиру Крымской армии генерала от кавалерии Михельсона и произведён в поручики.
В 1806—1812 годах принимал участие в русско-турецкой войне. В 1808 году получил золотую табакерку за составление планов крепостям, лежащим по Дунаю. В 1809 году участвовал в штурме Браилова, причём был ранен в правое плечо и за отличную храбрость награждён орденом Св. Анны 3-й степени. В том же году произведён в капитаны. В кампании 1810 года при штурме Силистрии оказал новое отличие, заслужив на этот раз орден Св. Георгия 4-й степени (22 сентября 1810 года, № 981 по кавалерскому списку Судравского и № 2194 по списку Григоровича — Степанова)
В воздаяние отличного мужества и храбрости, оказанных против турок при осаде и блокаде крепости Силистрии, во время коей на 24 мая построил под пушечными выстрелами редут на правом фланге у реки Дуная, на 27, 28 и 29 число с особливою смелостью и расторопностью построил батарею, а в настоящей атаке 29 числа вёл и окончил летучую сапу.
Далее Клименко участвовал во вторичном обложении Браилова и при осаде крепости Рущука ранен в правую ногу; 29 декабря 1811 года произведён в подполковники. В 1812 году управлял инженерной командой в Хотине, где находился для приведения крепости в оборонительное положение.
В начале 1813 года Клименко был командирован в главную квартиру армии генерал-фельдмаршала князя Кутузова, участвовал в осаде крепости Торн, по занятии которой был оставлен для приведения её в исправность и постройки на берегу Вислы мостового прикрытия, а затем находился при осаде Данцига. За эту кампанию Клименко получил орден Св. Анны 2-й степени с алмазами. В марте 1814 года был при блокаде Гамбурга, а в декабре получил под своё начальство два отделения 3-й колонны польской армии, которым и командовал до возвращения нашей армии в пределы России. Гамбургское дело доставило ему орден Св. Владимира 3-й степени.
С 17 августа 1819 года он занимал должность главного строителя Динабургской крепости; 15 сентября того же года за отличие по службе произведён в полковники; за отличное ведение работ неоднократно удостаивался Высочайшего благоволения; 19 мая 1822 года был произведён в генерал-майоры.
19 декабря 1831 года Клименко получил новое назначение — исправляющим должность директора Инженерного департамента Военного министерства, а через год ему поручено было ещё управление инспекторской частью Инженерного корпуса.
В 1833 году, 25 июня был произведён в генерал-лейтенанты с утверждением в должности директора Инженерного департамента; в 1835 году за труды по званию члена комитета директоров о сокращении расходов объявлено ему Высочайшее благоволение, а 12 июня 1839 года Клименко был назначен членом Военного совета.
Скончался в Москве 23 марта (4 апреля) 1840 года (по другим сведениям — 20 марта), похоронен на кладбище Донского монастыря, из списков исключён 5 апреля 1840 года.

## Награды
- Орден Святой Анны 3-й степени (1809 год)
- Орден Святого Георгия 4-го класса (1810 год)
- Орден Святой Анны 2-й степени (1813 год)
- Орден Святого Владимира 3-й степени (1814 год)
- Орден Святой Анны 1-й степени (ранее 1828 года)
- Орден Святого Владимира 2-й степени (ранее 1828 года)
- Орден Белого орла (после 1831 года)